# Corton (Wiltshire)
Corton – przysiółek w Anglii, w hrabstwie Wiltshire, położony nad rzeką Wylye.
Corton zostało wspomniane w Domesday Book (1086) jako Cortitone. W latach 1870–1872 osada liczyła 305 mieszkańców.